# Australiens Grand Prix
Australiens Grand Prix er et Formel 1-løb som i perioden 1985-1995 blev arrangeret på Adelaide Street Circuit. Fra 1996 og til i dag er løbet blevet arrangeret på Melbourne Grand Prix Circuit.

## Vindere af Australiens Grand Prix
| År   | Kører                | Konstruktør         | Bane      | Rapport |
| ---- | -------------------- | ------------------- | --------- | ------- |
| 2024 | Carlos Sainz Jr.     | Ferrari             | Melbourne | Rapport |
| 2023 | Max Verstappen       | Red Bull-Honda RBPT | Melbourne | Rapport |
| 2022 | Charles Leclerc      | Ferrari             | Melbourne | Rapport |
| 2019 | Valtteri Bottas      | Mercedes            | Melbourne | Rapport |
| 2018 | Sebastian Vettel     | Ferrari             | Melbourne | Rapport |
| 2017 | Sebastian Vettel     | Ferrari             | Melbourne | Rapport |
| 2016 | Nico Rosberg         | Mercedes            | Melbourne | Rapport |
| 2015 | Lewis Hamilton       | Mercedes            | Melbourne | Rapport |
| 2014 | Nico Rosberg         | Mercedes            | Melbourne | Rapport |
| 2013 | Kimi Räikkönen       | Lotus               | Melbourne | Rapport |
| 2012 | Jenson Button        | McLaren-Mercedes    | Melbourne | Rapport |
| 2011 | Sebastian Vettel     | Red Bull-Renault    | Melbourne | Rapport |
| 2010 | Jenson Button        | McLaren-Mercedes    | Melbourne | Rapport |
| 2009 | Jenson Button        | Brawn-Mercedes      | Melbourne | Rapport |
| 2008 | Lewis Hamilton       | McLaren-Mercedes    | Melbourne | Rapport |
| 2007 | Kimi Räikkönen       | Ferrari             | Melbourne | Rapport |
| 2006 | Fernando Alonso      | Renault             | Melbourne | Rapport |
| 2005 | Giancarlo Fisichella | Renault             | Melbourne | Rapport |
| 2004 | Michael Schumacher   | Ferrari             | Melbourne | Rapport |
| 2003 | David Coulthard      | McLaren-Mercedes    | Melbourne | Rapport |
| 2002 | Michael Schumacher   | Ferrari             | Melbourne | Rapport |
| 2001 | Michael Schumacher   | Ferrari             | Melbourne | Rapport |
| 2000 | Michael Schumacher   | Ferrari             | Melbourne | Rapport |
| 1999 | Eddie Irvine         | Ferrari             | Melbourne | Rapport |
| 1998 | Mika Häkkinen        | McLaren-Mercedes    | Melbourne | Rapport |
| 1997 | David Coulthard      | McLaren-Mercedes    | Melbourne | Rapport |
| 1996 | Damon Hill           | Williams-Renault    | Melbourne | Rapport |
| 1995 | Damon Hill           | Williams-Renault    | Adelaide  | Rapport |
| 1994 | Nigel Mansell        | Williams-Renault    | Adelaide  | Rapport |
| 1993 | Ayrton Senna         | McLaren-Cosworth    | Adelaide  | Rapport |
| 1992 | Gerhard Berger       | McLaren-Honda       | Adelaide  | Rapport |
| 1991 | Ayrton Senna         | McLaren-Honda       | Adelaide  | Rapport |
| 1990 | Nelson Piquet        | Benetton-Cosworth   | Adelaide  | Rapport |
| 1989 | Thierry Boutsen      | Williams-Renault    | Adelaide  | Rapport |
| 1988 | Alain Prost          | McLaren-Honda       | Adelaide  | Rapport |
| 1987 | Gerhard Berger       | Ferrari             | Adelaide  | Rapport |
| 1986 | Alain Prost          | McLaren-TAG         | Adelaide  | Rapport |
| 1985 | Keke Rosberg         | Williams-Honda      | Adelaide  | Rapport |